# 収束的合成
化学において収束的合成（しゅうそくてきごうせい、英: convergent synthesis）とは、複雑な分子を複数の部分構造に分けてそれぞれ合成し、それらを組み合わせて最終生成物を生成させる方法であり、多段階合成の効率を改善させることを目的とした戦略である。
直線的合成では、総収率は各反応段階ですぐに低下する。
 A → B → C → D
各反応の収率が50%と仮定すると、AからDの総収率はわずか12.5%である。
一方で収束的合成では、
 A → B  (50%)
 C → D  (50%)
 B + D → E  (25%)
Eの総収率は (25%) は改善しているように見える。収束的合成は天然物などの複雑な分子の合成に応用されており、フラグメントカップリングや独立的合成を伴う。

## 例
- デンドリマーの収束的合成[1]。予め合成された枝部分が中心核に結合される。
- 300アミノ酸残基を越えるタンパク質は化学ライゲーション法を用いた収束的アプローチによって作られる。
- 全合成での例としては、Biyouyanagin Aの最終段階（光化学的[2+2]環化付加）で見ることができる[2]。